# Eurytoma esuriensi
Eurytoma esuriensi är en stekelart som beskrevs av Yang 1996. Eurytoma esuriensi ingår i släktet Eurytoma och familjen kragglanssteklar. Inga underarter finns listade i Catalogue of Life.